# Katzengraben
Katzengraben är ett periodiskt vattendrag i Österrike.   Det ligger i förbundslandet Wien, i den östra delen av landet, 10 km väster om huvudstaden Wien.
I omgivningarna runt Katzengraben växer i huvudsak blandskog. Runt Katzengraben är det mycket tätbefolkat, med 3 134 invånare per kvadratkilometer.